# Candidato de ciencias

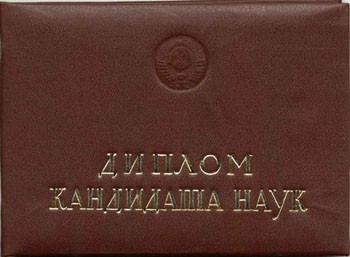
Portada de un diploma de Candidato de Ciencias de la Unión Soviética.

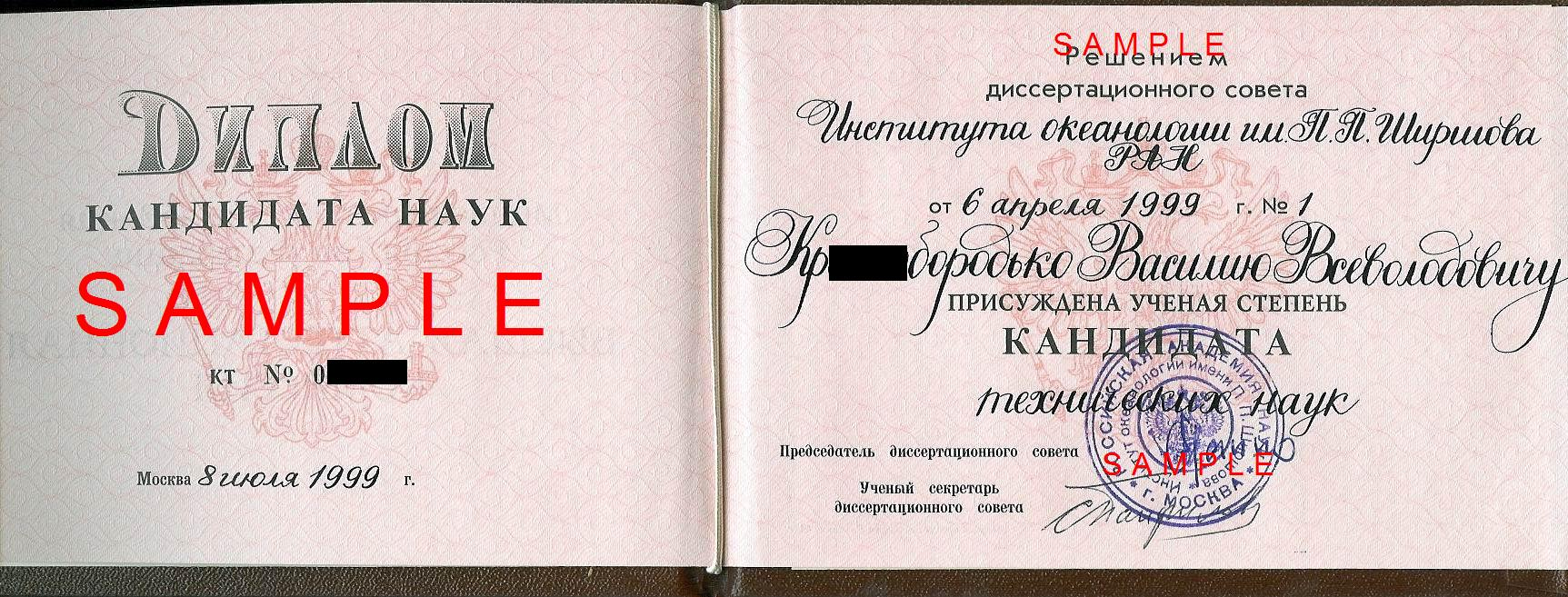
Muestra de un diploma de Candidato en Ciencias de la Federación de Rusia.

Candidato de ciencias (del ruso: кандидат наук, kandidat nauk) es un primer título científico de posgrado en algunos países del antiguo Bloque del Este, como Rusia, Bielorrusia, Ucrania, República Checa y Kazajistán, que es otorgado por investigaciones originales que constituyen una contribución significativa en un campo de estudio.

## Características
El título fue introducido en la Unión Soviética el 13 de enero de 1934 por decisión del Consejo de Comisarios del Pueblo de la URSS. De acuerdo a la Clasificación Internacional Normalizada de la Educación (ISCED) de la UNESCO, para propósitos de estadística internacional sobre la educación, candidato de ciencias es equivalente a philosophiæ doctor.
Sin embargo, para ser un «profesor completo», se requiere un título de dóktor nauk, del mismo modo que la habilitación es necesaria en Alemania, así como una disertación doctoral y en algunos casos un segundo libro en Estados Unidos de América y el Reino Unido. Sin embargo, el Servicio de Inmigración de Nueva Zelanda coloca a los dos títulos, candidato y doctor, en el nivel 10, "Doctor" Solo aquellos estudiantes que tengan título de máster y especialista son elegibles para los programas de candidato de ciencias.